# 布拉福縣 (賓夕法尼亞州)
布拉福縣（英語：Bradford County）是美国宾夕法尼亚州東北部的一個縣，面積3,007平方公里。根據2020年美國人口普查，共有人口59,967人。縣治托宛達。該縣成立於1810年2月21日，縣名紀念第二任司法部長威廉·布拉德福德。